# Národohospodářská fakulta Vysoké školy ekonomické
Národohospodářská fakulta (NF, F5, pátá fakulta) je jednou ze šesti fakult Vysoké školy ekonomické v Praze (VŠE). Ve výuce a výzkumu se zaměřuje především na mikroekonomii, makroekonomii, na hospodářskou politiku, rakouskou školu, metodologii ekonomie, dějiny ekonomického myšlení, právo a ekonomii (ekonomickou analýzu práva), organizaci trhů a odvětví, ekonomii veřejného sektoru, hospodářské dějiny, veřejnou správu a regionalistiku. V září 2005 byl na fakultě zaveden systém evropských kreditů. Od akademického roku 2007/2008 jsou studenti přijímáni do bakalářských oborů NF na základě výsledku testu obecných studijních předpokladů společnosti Scio. 
Národohospodářská fakulta se v roce 2011 umístila na prvním místě, v letech 2012, 2013, 2014, 2015 a 2016 na druhém místě v hodnocení nejlepších ekonomických fakult v České republice, které každoročně organizovaly Hospodářské noviny (od roku 2017 již Hospodářské noviny nevytvářejí celkové pořadí jednotlivých fakult). V obdobném žebříčku časopisu Týden se Národohospodářská fakulta umísťovala trvale jako druhá nejlepší ekonomická fakulta v České republice (ročník 2016, 2017, 2018, 2019).
Mezi známé vyučující patří např. Václav Klaus (bývalý prezident ČR), Eva Zamrazilová (předsedkyně Národní rozpočtové rady), Daniel Beneš (generální ředitel a předseda představenstva ČEZ), Jan Skopeček (místopředseda Poslanecké sněmovny Parlamentu České republiky Pavel Řežábek, Robert Holman a Pavel Štěpánek (bývalí členové bankovní rady), Štěpán Křeček (hlavní ekonom BH Securities), Lenka Bradáčová (vrchní státní zástupkyně v Praze), Lukáš Kovanda (hlavní ekonom Trinity bank a člen Národní ekonomické rady vlády), Zdeněk Chytil, Vojtěch Krebs, Miroslav Ševčík, Vladimír Pikora (vlastník Pikora Invest), Petr Mach (bývalý europoslanec) nebo Karel Dyba (bývalý velvyslanec při OECD v Paříži).

## Katedry
| Název                                   | Zkratka | Vedoucí                              | Web         |
| --------------------------------------- | ------- | ------------------------------------ | ----------- |
| Katedra ekonomie                        | KEKE    | prof. Ing. Robert Holman, CSc.       | keke.vse.cz |
| Katedra filosofie                       | KFIL    | doc. PhDr. Ján Pavlík, CSc.          | kfil.vse.cz |
| Katedra hospodářské a sociální politiky | KHP     | doc. Ing. Miroslav Ševčík, CSc.      | khp.vse.cz  |
| Katedra hospodářských dějin             | KHD     | prof. PhDr. Ing. Aleš Skřivan, Ph.D. | khd.vse.cz  |
| Katedra práva                           | KAPR    | JUDr. Jan Vondráček                  | kapr.vse.cz |
| Katedra regionálních studií             | KREG    | doc. Ing. Petr Toth, Ph.D.           | kreg.vse.cz |

## Výzkumná pracoviště
| Název                                  | Zkratka | Vedoucí                          | Web                                                                   |
| -------------------------------------- | ------- | -------------------------------- | --------------------------------------------------------------------- |
| Laboratoř experimentální ekonomie      | LEE     | prof. Ing. Martin Pělucha, Ph.D. | https://lee.vse.cz/                                                   |
| Středisko regionálních a správních věd | SRSV    | prof. RNDr. René Wokoun, CSc.    | nf.vse.cz/veda-a-vyzkum/instituce-a-personalie/srsv[nedostupný zdroj] |

## Obory

### Bakalářské programy
- Ekonomie
- Národní hospodářství
- Veřejná správa a regionální rozvoj
- Economics

### Navazující magisterské programy
- Ekonomie
- Hospodářská politika
- Moderní hospodářské dějiny
- Regionalistika a veřejná správa
- Economics and Public Policy

### Vedlejší specializace na magisterském stupni studia
| 5BE  | Ekonomie a psychologie                             |
| 5EP  | Ekonomie a právo                                   |
| 5ET  | Ekonomická teorie a analýza                        |
| 5EZ  | Ekonomická žurnalistika                            |
| 5FI  | Filosofie a metodologie vědy                       |
| 5HD  | Novodobé hospodářské dějiny                        |
| 5MHP | Management hospodářské politiky                    |
| 5MV  | Dějiny mezinárodních vztahů                        |
| 5RR  | Rozvoj měst, obcí a regionů                        |
| 5MEP | Modern Economic and Political History (in English) |
| 5PV  | Praktikum ve veřejné správě                        |

### Doktorské programy
- Ekonomická teorie
- Hospodářská politika
- Vývoj hospodářství a hospodářských politik ve 20. a 21. století
- Regionální rozvoj